# Tipos de láser aplicados en cirugía prostática
El primer láser utilizado en medicina fue el láser de rubí, para coagulación de lesiones retinianas, en 1963. Los láseres son dispositivos que generan y/o amplifican radiación electromagnética coherente a frecuencias en los rangos del infrarrojo al ultravioleta e incluso los rayos X. Existen muchos tipos de láser, pero no todos son aplicables en urología. Durante años recientes han surgido diversas técnicas para tratamiento de los síntomas miccionales derivados de la hiperplasia benigna de próstata mediante láser.

## Técnica quirúrgica
La técnica más adecuada difiere en función de las características clínicas y su sintomatología. Las técnicas láser disponibles para tratamiento de la hiperplasia benigna de próstata son principalmente la vaporización y la enucleación. No todos los tipos de láser son adecuados para las dos técnicas. 
- Vaporización prostática. Técnica adecuada para tratamiento de próstatas pequeñas y medianas. Son elegibles los láseres de tulio, láser verde (green light) y de holmio, o de diodo.

- Enucleación prostática. Método viable en casos de próstatas medianas y grandes. Son aplicables los láseres de holmio y de tulio.